# Geli Raubal
Angela Maria Geli Raubal (Linz, 4 de junio de 1908-Múnich, 18 de septiembre de 1931) fue la sobrina del dictador Adolf Hitler, célebre por la estrecha relación afectiva que mantuvo con este, la cual terminó con su aparente suicidio.

## Biografía
Angela Maria "Geli" Raubal nació en Linz, ciudad donde pasaría sus primeros años junto a su hermano, Leo, y su hermana, Elfriede. Su padre falleció a la edad de 31 años, cuando Geli sólo tenía dos. 

### Relación con Hitler
Geli y Elfriede acompañaron a su madre cuando esta se convirtió en la ama de llaves de Hitler, en 1925; Geli tenía entonces 17 y durante los siguientes seis años estuvo en estrecho contacto con su medio-tío Hitler, que era 19 años mayor que ella. En 1928 su madre se convirtió en el ama de llaves del Berghof, la villa que Hitler tenía cerca de Berchtesgaden. Al año siguiente, Geli se mudó al apartamento de Hitler en Múnich, en la Prinzregentenstrasse, época también en la que comenzó sus estudios de medicina en la Ludwig-Maximilians-Universität. No obstante, nunca llegaría a completar sus estudios de medicina. Fue a partir de esta época cuando Geli entró en el círculo íntimo de Hitler, y llegó a tratar directamente con muchas de sus amistades y conocidos. Para ella se produjo un importante cambio al pasar a vivir directamente con su tío, mientras su madre quedaba a cargo del Berghof, pasando cada vez más tiempo juntos los dos. Algunos funcionarios del partido y algunas personas del círculo cercano de Hitler empezaron a criticar que el líder del Partido Nazi pasara tanto tiempo con su sobrina, desatendiendo los asuntos políticos.
Al tiempo que era uno de los principales líderes políticos de la Alemania de entonces, Hitler era cada vez más dominante y posesivo con Geli, manteniendo un estricto control sobre ella. Cuando descubrió que su sobrina estaba teniendo una relación con su chófer, Emil Maurice, Hitler la obligó a poner fin al lance, y despidió a Maurice de su servicio. Después de esto, su tío no dejó que se volviera a relacionar libremente con amigos, y se aseguró de que él mismo o alguien de confianza estuviera al lado de Geli en todo momento, ya fuera acompañándola en viajes de compras, al cine o a la ópera. Geli, en plena adolescencia, se vio sometida entonces a una enorme presión. El líder nazi Otto Strasser comentaría más adelante que Geli, durante un encuentro en 1931, le había comentado que Hitler le pedía que "hiciera cosas simplemente repugnantes", a lo que se unía su hartazgo por los enormes celos posesivos de su tío hacia ella. Strasser añadió que, según Geli, esta debía verse sometida a realizar perversiones sexuales para satisfacción de Hitler. A diferencia de otras versiones difundidas, para algunos investigadores la versión ofrecida por Strasser tiene signos de veracidad.
Algunos miembros del círculo cercano de Hitler, como Ernst Hanfstaengl, tenían una pésima opinión de Geli Raubal, a la que consideraban una "oportunista calculadora" que manipulaba a Hitler. De hecho, según Hanfstaengl, a pesar de la obsesión de Hitler por su sobrina, esta lo traicionaba sexualmente con miembros cercanos de su círculo íntimo, como era su propio chófer, Maurice. La hija de Heinrich Hoffmann, fotógrafo personal de Hitler, consideraba a Geli "grosera, provocativa y algo peleadora", aunque de un "encanto irresistible" para Hitler, circunstancia de la que su sobrina se aprovechaba.

### Muerte y circunstancias
Raubal se convirtió a todos los efectos en una prisionera, aunque pensó en huir a Viena para continuar sus lecciones de canto. Muchos años después, tras la guerra, su madre le contó a los investigadores aliados que su hija esperaba poder casarse con un hombre de Linz, pero que Hitler había prohibido esa relación. El 18 de septiembre de 1931, Geli y su tío mantuvieron una discusión, ya que Hitler se negaba a permitirle que se fuera a Viena. Esa misma tarde Adolf Hitler partió a Núremberg para asistir a una reunión, pero al día siguiente tuvo que volver a Múnich. Raubal había aparecido muerta con una herida de disparo en el pulmón; aparentemente, Geli se había disparado ella misma en el apartamento de Hitler con la pistola Walther de su tío. Tenía entonces 23 años.
De inmediato comenzaron a circular rumores en la prensa sobre abusos físicos, una posible relación sexual o incluso el asesinato. Otto Strasser, un oponente político de Hitler en las filas nazis y buen conocedor de Geli Raubal antes de su muerte, fue la fuente principal de algunas de estas historias. El periodista Konrad Heiden difundió la versión de la perversión sexual de Hitler hacia su sobrina. El historiador Ian Kershaw mantiene que "fuera activamente sexual o no, el comportamiento de Hitler hacia Geli tiene todos los rasgos de una fuerte, o al menos latente, dependencia sexual". La policía pronto descartó el asesinato; la muerte fue clasificada como un suicidio. No obstante, según diría años después la hija de la hermana de Geli, Elfriede, tanto su hermana como su madre creían que Geli no se había suicidado realmente. Hitler quedó devastado por este suceso y cayó en una profunda depresión. Se refugió en una casa a orillas del lago Tegernsee, y no asistió al funeral en Viena el 23 de septiembre. Tres días después, sin embargo, visitaría su tumba en el Zentralfriedhof de Viena. Posteriormente, superó su depresión y regresó a la política.
Hitler más adelante declararía a sus conocidos que Geli Raubal había sido la única mujer que había amado en su vida. La habitación de Geli en el Berghof fue mantenida tal y como ella la había dejado, y Hitler colgó retratos de Geli tanto en la villa como en la Cancillería en Berlín.
El novelista italiano Fabiano Massimi recreó en su thriller histórico L'angelo di Monaco (edición en español: El ángel de Múnich, 2020) las circunstancias del supuesto suicidio de Geli Raubal, inclinándose por la teoría del asesinato.